# Киттары, Модест Яковлевич
Моде́ст Я́ковлевич Китта́ры (22 ноября [4 декабря] 1824 или 1825, Пермь, Российская империя — 28 марта [9 апреля] 1880, Санкт-Петербург, Российская империя) — русский химик-технолог, заслуженный профессор (1859) и почётный член Московского университета (1869). Тайный советник.

## Биография и научная деятельность

### Казанский период
Родился в Перми в семье ссыльного польского дворянина Якова Киттары, служившего кунгурским, а впоследствии пермским губернским землемером. Известны две версии даты рождения Модеста Яковлевича: 22 ноября (4 декабря) 1825 года, указываемая справочными изданиями, включая Русский биографический словарь и Энциклопедический словарь Брокгауза и Ефрона; и 22 ноября (4 декабря) 1824 года, указанная на его усыпальнице.
После окончания Пермской гимназии уехал в Казань, учился в Казанском университете (в частности, слушал лекции и участвовал в практических занятиях, проводимых Николаем Зининым). В 1844 году окончил университет по разряду естественных наук, получив золотую медаль за исследование серноцианистых соединений. В 1844—1848 годах был лаборантом химической и технологической лаборатории, работая под руководством Н. Н. Зинина, и одновременно занимался исследованиями в области зоологии (в чём ему помогал тот же Зинин). Помогая Зинину, обнаружил талант технолога (в частности, предлагал изменения конструкций химических аппаратов и пытался повысить эффективность опытов), в результате чего Зинин однажды сказал Модесту Яковлевичу: «Вы рождены быть технологом, у вас есть чутье и способности, а готовитесь стать магистром анатомии. И я неразумно стал помогать вам».
В 1845 году получил степень магистра зоологии, защитив диссертацию «О роде осётра вообще и скелете рыб, к нему принадлежащих», а в 1847 году степень доктора естественных наук за диссертацию «Анатомическое исследование обыкновенной (galeodes aranoeides) и колючей (galeodes dorsalis) сольпуги», после чего сделал окончательный выбор в пользу технологии. В 1848 году был избран адъюнктом «с поручением читать аналитическую химию математикам и естественникам и технологию — математикам и камералистам». В том же году сменил уехавшего из Казани Зинина на посту заведующего технической лабораторией. В 1850—1857 году занимал в Казанском университете кафедру технологии, будучи с 1850 году экстраординарным профессором, а с 1853 года — ординарным профессором.
В 1851 году был направлен в Лондон на Всемирную выставку с целью научной оценки представленных экспонатов. По возвращении из поездки Модестом Яковлевичем был представлен отчёт (вскоре вышедший в Казани отдельным изданием), а в журнале «Отечественные записки» за 1851—1852 годы публиковался путевой дневник учёного. В отчёте Киттары произвёл анализ экспозиции, подробно описав экспонаты и указав их достоинства и недостатки, а также коснулся системы организации выставки, внеся некоторые предложения по её улучшению. Полученный опыт помог Киттары при организации Казанской выставки сельских произведений (1852) и Вятской окружной выставки (1854).
В середине 1850-х годов вёл активную научную и общественную деятельность в Казани. Преподавая на кафедре технологии, стал основателем научной технологической школы. Помимо лекций, рассчитанных на студентов, читал бесплатные публичные лекции для всех желающих. Лекции были популярны, однако казанские промышленники, которым они были адресованы в первую очередь, на лекциях почти не появлялись. Кроме того, оживил деятельность Казанского экономического общества, при этом основал журнал общества, в 1854—1857 годах был его редактором и опубликовал в нём свыше ста пятидесяти статей по свечному, мыловаренному, кожевенному и другим видам производств, а также по пчеловодству и садоводству. Составил проект, по которому братья Крестовниковы построили в Казани стеариново-свечной завод, вскоре ставший одним из крупнейших в России в отрасли переработки жиров. Под влиянием Киттары и его учеников на многих фабриках и заводах региона были введены новейшие, улучшенные способы производства.
9 июня 1857 года в торжественном собрании университета произнёс речь «Очерк современного положения и нужд русской мануфактурной промышленности». В ней, рассматривая современное состояние и перспективы развития кустарного, ремесленного и фабричного производства, он отдавал приоритет последнему, отмечая, что «заводско-фабричная промышленность имеет более благодетельное влияние на народное состояние, чем сельскоремесленная». Низкий уровень промышленности учёный объяснял недостатком технических знаний и в качестве решения проблемы предлагал внедрять обучение техническим дисциплинам, которое «одинаково необходимо хозяевам фабрик и мастерам, ремесленникам и крестьянам».

### Московский период
В 1857 году переехал в Москву, где 1857—1879 годах преподавал в должности ординарного профессора на кафедре технологии, сельского хозяйства, лесоводства и архитектуры физико-математического факультета Московского университета (с 1863 года — кафедра технологии), основанной по ходатайству московских купцов и фабрикантов и оснащённой на их средства (они же выступили инициаторами приглашения учёного). Кроме того, в 1859 году Киттары возглавил технологическую (позднее — техническую) лабораторию университета, открытую в том же году, а в 1867 году по его инициативе при университете был создан Промышленный музей, где различные учёные, в том числе сам Киттары, читали публичные лекции (закрыт в 1873 году).
Не ограничиваясь работой в университете, преподавал химическую технологию и аналитическую химию в Московском ремесленном училище, работал инспектором (что фактически означало руководство) в Московской практической академии коммерческих наук, подняв преподавание в академии на более высокий уровень и открыв при ней химико-техническую лабораторию, по просьбе различных министерств прочёл для акцизных чиновников «Публичный курс винокурения» (впоследствии изданный и служивший руководством для акцизных чиновников всей страны), а для чиновников интендантского управления — «Публичный курс товароведения». Под влиянием Киттары были введены коренные преобразования в интендантском ведомстве, а сам учёный был назначен председателем вновь учреждённого учёного комитета интендантства.
В 1858—1859 годах был редактором нового печатного издания — газеты «Промышленный листок». Газета рассказывала читателям о промышленно-технических новинках в России и за рубежом, большую часть статей писал сам Киттары. Кроме того, в 1868—1881 гг. под редакцией Киттары вышло 33 выпуска руководства Дж. Муспратта «Теоретическая, практическая и аналитическая химии в приложении к искусствам и промышленности» (умер, работая над 12-м выпуском 2-го тома).
Помимо этого редактировал журнал московского общества сельского хозяйства, а в 1870-е годы в усадьбе близ села Андреевка под Москвой сам создал передовое по тем временам крестьянское хозяйство. В 1877 году на собственные средства открыл в соседней деревне Новинско-Горетовское двухклассное училище для детей, успешно окончивших сельские начальные школы, с приютом на 20 человек.
В 1879 году переехал в Петербург и был назначен председателем Технического комитета при главном интендантском управлении Военного министерства.
Умер в Петербурге в 1880 году. Похоронен у Спасской церкви, посёлок Андреевка, Солнечногорский район, Московская область.

Могила М. Я. Киттары с надгробной часовней на территории Спасского храма в Андреевке

### Семья
Был женат в первом браке на Евгении (род. около 1832), дочери геолога П. И. Вагнера, и на некой Нероновой во втором, детей не имел.

## Признание заслуг
В 1860 году был награждён золотой медалью Вольно-экономического общества за изобретённый им способ простого и дешёвого изготовления консервов, изложенный в брошюре «Русская печь как средство к приготовлению консервов».
Заслуженный профессор Московского университета (1859). Почётный член Московского университета (1869).
- В посёлке Андреевка в память о Модесте Киттары на территории Спасского храма сооружена часовня[20].
- В Кунгуре была улица Киттарская[21] (ныне Карла Маркса), возможно, названная так в честь Модеста Яковлевича.
- В Ирбите была улица Киттарская (ныне Розы Люксембург).

## Основные труды
- Очерк современного положения и нужд русской мануфактурной промышленности (речь 1857, два издания)
- Очистка конопляного масла по способу М. Киттары (1860)
- Публичный курс товароведения (1860)
- Лекции технологии (1861)
- Выработка крахмала (1862)
- Лекции о кожевенном производстве (1865)
- Публичный курс винокурения (1866)
- Записки по вопросу об обеспечении Военного министерства пороховою селитрою (1873)
- Карта кожевенного производства в России (1875)